# Ti lascio una canzone (settima edizione)
La settima edizione del talent show musicale Ti lascio una canzone è andata in onda in prima serata su Rai 1 dal 1º febbraio al 26 aprile 2014 con la conduzione di Antonella Clerici, affiancata dai giurati Massimiliano Pani, Pupo, Cecilia Gasdia e Fabrizio Frizzi.
I vincitori di questa edizione sono stati Vincenzo Carnì e Federica Falzon.

## Regolamento
La prima fase prevede cinque manche, ognuna composta dalla sfida tra due canzoni (infatti rispetto all'edizione precedente non è più prevista una sfida tra cantanti). Al termine di ogni coppia di esibizioni viene indicata la canzone che ha ottenuto più voti e che prosegue nella serata (si tiene conto al 50% della preferenza indicata da ogni giurato e al 50% dei voti ottenuti al televoto). Tra tutte le canzoni vincitrici di manche viene effettuata nuovamente la votazione con le stesse modalità della prima fase. Le due canzoni con più voti accedono in finale in cui vengono rieseguite dai rispettivi interpreti. Quella che ottiene più preferenze al televoto accede direttamente alla finale di edizione.  

## Cast

### Interpreti
Le età dei concorrenti si riferiscono al momento della partecipazione al programma
- Mattia Crescenzi (8 anni, Roma)
- Sophia De Rosa (8 anni, Roma)
- Demetra Tegas (8 anni, Portoferraio (LI))
- Azzurra Barberio (9 anni, Cassano delle Murge (BA))
- Giulia Camilleri (9 anni, Carlentini (SR))
- Giulia Isabelle Cristaldi (9 anni, Frasso Telesino (BN))
- Costanza Fasulo (9 anni, Petrosino (TP))
- Raffaella Scagliola (9 anni, Cosenza)
- Annaluna Batani (10 anni, Santarcangelo di Romagna (RN))
- Simona Gandolfo (10 anni, Marsala (TP))
- Sara Lo Scalzo (10 anni, Ceccano (FR))
- Flavia Marasco (10 anni, Crucoli (KR))
- Filippa Sgobio (10 anni, Montemesola (TA))
- Elisa Amato (11 anni, Niscemi (CL))
- Federica Falzon (11 anni, Safi (Malta)) **
- Carla Paradiso (11 anni, Cantalice (RI))
- Alessandro Pirolli (11 anni, Roma)
- Annalaura Princiotto (11 anni, Messina)
- Leonardo Vicari (11 anni, Borgetto (PA))
- Sara Volpicelli (11 anni, Arzano (NA))
- Claudia Ciccateri (12 anni, Priverno (LT))
- Fernando De Maio (12 anni, Solofra (AV))
- Marco Epicoco (12 anni, Ceglie Messapica (BR))
- Marco Ingrao (12 anni, Ceriale (SV))
- Veronica Manzo (12 anni, Sabaudia (LT))
- Roberto Prezzavento (12 anni, Paternò (CT))
- Rebecca Toschi (12 anni, Livorno)
- Vincenzo Cantiello (13 anni, Sant'Arpino (CE)) **
- Piercesare Fagioli (13 anni, Casale Monferrato (AL))
- Simone Lao (13 anni, Rosolini (SR))
- Elisa Pietrobono (13 anni, Alatri (FR))
- Francesco Portale (13 anni,  Capri Leone (ME))
- Mattia Portale (13 anni, Capri Leone (ME))
- Mirko Regina (13 anni, Siracusa)
- Mattia Rizzoli (13 anni, Lavis (TN))
- Chiara Scarpari (13 anni, Varapodio (RC))
- Martina Scarpari (13 anni, Varapodio (RC))
- Jacopo Bertini (14 anni, Rieti)
- Antonio Licari (14 anni, Marsala (TP))
- Maurizio Lipoli (14 anni, Roma)
- Krizia Angulo (15 anni, Roma)
- Vincenzo Carnì (15 anni, Isola di Capo Rizzuto (KR))

### Come eravamo / I Campioni
- Beatrice Coltella (10 anni, Roma) (edizione 5)
- Andrea Ascanio (11 anni, Veglie (LE)) (edizione 5)
- Giovanna Perna (12 anni, Cosenza) (edizione 3)
- Giorgio Franzè (12 anni, Crotone) (edizione 5)
- Valerio Monaco (12 anni, San Felice Circeo (LT)) (edizione 5)
- Francesca Pallini (13 anni, Cortona (AR)) (edizione 4)
- Carlo Fontani (13 anni, Rocca di Papa (RM)) (edizione 6) *
- Andrea Infurna (13 anni, Gela (CL)) (edizione 6)
- Clara Palmeri (13 anni, Marsala (TP)) (edizione 6)
- Giovanni Sutera Sardo (13 anni, Favara (AG)) (edizione 6)
- Matteo Martignoni (13 anni, Roma) (edizione 6)
- Gabriele Acquavia (14 anni, Picerno (PZ)) (edizione 6)
- Valentina Baldelli (15 anni, Serrungarina (PU)) (edizione 6)
- Giovanna Ferrara (15 anni, Villaricca (NA)) (edizione 6)
- Sebastiano Cicciarella (16 anni, Avola (SR)) (edizione 3) *
- Stefano Ricci (16 anni, Anguillara Sabazia (RM)) (edizione 4)
- Davide Rossi (16 anni, Poggio Bustone (RI)) (edizione 4)
- Giada Borrelli (16 anni, Roggiano Gravina (CS)) (edizione 5)
- Michele Perniola (16 anni, Palagiano (TA)) (edizione 6)
- Simona Collura (17 anni, Favara (AG)) (edizione 1)
- Ernesto Schinella (17 anni, Chiaravalle Centrale (CZ)) (edizione 1) *
- Luigi Fronte (17 anni, Ragusa) (edizione 2)
- Giacomo Iraci (17 anni, Palermo) (edizione 4)
- Damiano Mazzone (17 anni, Catania) (edizione 4)
- Michael Bonanno (17 anni, Naro (AG)) (edizione 5)
- Angela Fontana (17 anni, Casapesenna (CE)) (edizione 5)
- Marianna Fontana (17 anni, Casapesenna (CE)) (edizione 5)
- Mattia Lever (17 anni, Zambana (TN)) (edizione 4)
- Grazia Buffa (18 anni, Partinico (PA)) (edizione 3)
- Gabriele Tufi (19 anni, Roma) (edizione 1)

*partecipanti allo Zecchino d'Oro
**partecipanti allo Junior Eurovision Song Contest 2014

### Giuria
- Massimiliano Pani
- Pupo
- Cecilia Gasdia
- Fabrizio Frizzi

### Le trasformazioni di Antonella
- Prima puntata: Antonella si trasforma nella Fata Turchina
- Seconda puntata: Antonella si trasforma in un'annunciatrice televisiva del 1954
- Terza puntata: Antonella si trasforma in Biancaneve
- Quarta puntata: nessuna trasformazione
- Quinta puntata: Antonella si trasforma in Gloria Gaynor
- Sesta puntata: nessuna trasformazione
- Settima puntata: nessuna trasformazione
- Ottava puntata: nessuna trasformazione
- Nona puntata: Antonella si trasforma nella Fata Smemorina
- Decima puntata: Antonella si trasforma in un'attrice di musical
- Undicesima puntata: nessuna trasformazione
- Dodicesima puntata: Antonella si trasforma in una hippy

### Ospiti
- Prima puntata: Giorgia, Piccolo coro Sant' Efisio
- Seconda puntata: Peppino di Capri, Lando Fiorini
- Terza puntata: Michelle Hunziker, Ricchi e Poveri
- Quarta puntata: Gigi D'Alessio, Fabio De Luigi
- Quinta puntata: Lorella Cuccarini, Noemi
- Sesta puntata: Amaurys Pérez, Toto Cutugno
- Settima puntata: Piccolo coro Sant' Efisio, Fausto Leali, Simona Ventura
- Ottava puntata: Gino Paoli, Rita Pavone
- Nona puntata: Al Bano, Ambra Angiolini, Edoardo Leo
- Decima puntata: Patty Pravo, Ted Neeley, Roberto Vecchioni, Vanessa Incontrada, Gabriele Pignotta
- Undicesima puntata: Banda dell'Arma dei Carabinieri, Beppe Fiorello, Gaetano Triggiano, Ricky Memphis, Emilio Solfrizzi, Max Tortora, Kid Creole & The Coconuts
- Dodicesima puntata: Il Volo, Antoine

### Canzoni finaliste
- Prima puntata: Un amore così grande - Federica Falzon e Vincenzo Carnì (1^ superfinalista e canzone vincitrice)
- Seconda puntata: Il mare calmo della sera - Federica Falzon e Vincenzo Carnì
- Terza puntata: Cinque giorni - Vincenzo Cantiello
- Quarta puntata: Il mondo - Federica Falzon e Vincenzo Carnì
- Quinta puntata: Pensieri e parole - Chiara e Martina Scarpari (2^ superfinalista e 3ª classificata)
- Sesta puntata: Eternità - Chiara e Martina Scarpari
- Settima puntata: E tu - Vincenzo Cantiello e Claudia Ciccateri
- Ottava puntata: You're my everything - Federica Falzon e Vincenzo Carnì
- Nona puntata: Noi due nel mondo e nell'anima - Federica Falzon e Vincenzo Carnì
- Decima puntata: A te - Maurizio Lipoli (3^ superfinalista e 2ª classificata)
- Undicesima puntata: Un amore così grande - Federica Falzon e Vincenzo Carnì (canzone vincitrice della settima edizione)
- Dodicesima puntata: I giardini di marzo - Mattia Lever (canzone vincitrice de La coppa dei campioni)

## Ascolti
| Puntata    | Messa in onda    | Telespettatori | Share  |
| ---------- | ---------------- | -------------- | ------ |
| 1          | 1º febbraio 2014 | 4 770 000      | 19,40% |
| 2          | 8 febbraio 2014  | 4 449 000      | 17,80% |
| 3          | 15 febbraio 2014 | 4 465 000      | 18,39% |
| 4          | 1º marzo 2014    | 4 382 000      | 18,07% |
| 5          | 8 marzo 2014     | 4 037 000      | 18,69% |
| 6          | 15 marzo 2014    | 3 970 000      | 17,39% |
| 7          | 22 marzo 2014    | 4 587 000      | 20,45% |
| 8          | 29 marzo 2014    | 4 223 000      | 18,89% |
| 9          | 5 aprile 2014    | 4 189 000      | 18,44% |
| 10         | 12 aprile 2014   | 4 260 000      | 19,30% |
| Semifinale | 19 aprile 2014   | 4 130 000      | 18,61% |
| Finale     | 26 aprile 2014   | 4 622 000      | 20,07% |
| Media      | Media            | 4 340 000      | 18,79% |

- Il 22 febbraio il programma non è andato in onda per lasciare spazio alla finale del Festival di Sanremo.
- La puntata del 26 aprile riguarda "La coppa dei campioni".